# Sadlinki (gmina)
Sadlinki – gmina wiejska w województwie pomorskim, w powiecie kwidzyńskim. W latach 1975–1998 gmina położona była w województwie elbląskim.
W skład gminy wchodzi 13 sołectw: Białki, Bronisławowo, Glina, Grabowo, Kaniczki, Karpiny, Nebrowo Małe, Nebrowo Wielkie, Okrągła Łąka, Olszanica, Rusinowo, Sadlinki, Wiśliny
Siedziba gminy to Sadlinki.
Według danych z 30 czerwca 2004 gminę zamieszkiwało 5491 osób. Natomiast według danych z 31 grudnia 2017 roku gminę zamieszkiwało 5984 osób.

## Struktura powierzchni
Według danych z roku 2002 gmina Sadlinki ma obszar 112,19 km², w tym:
- użytki rolne: 54%
- użytki leśne: 32%

Gmina stanowi 13,44% powierzchni powiatu kwidzyńskiego.
Gminę tworzy 13 wsi sołeckich i dzieli się ona wyraźnie na dwie części. Część położoną niżej, w dolinie Wisły, która ze względu na żyzne gleby ma charakter rolniczy i część położoną wyżej, zalesioną i obfitującą we wzgórza. Gmina Sadlinki jest interesującą pod względem przyrodniczym. Znaczna część powierzchni gminy (ponad 37%) to tereny objęte różnymi formami ochrony przyrody. Są to m.in.: Sadliński Obszar Chronionego Krajobrazu, Obszar Chronionego Krajobrazu Doliny Kwidzyńskiej, użytki ekologiczne oraz projektowany rezerwat „Długi Staw”. 

## Demografia

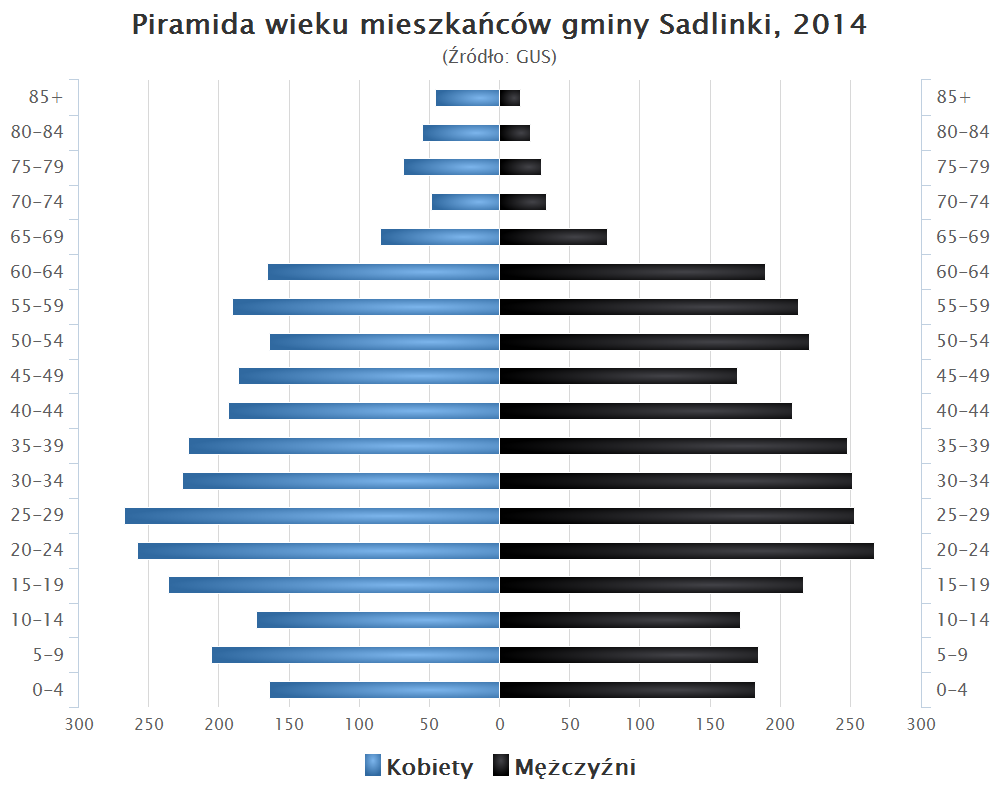
Piramida wieku mieszkańców gminy Sadlinki w 2014 roku

Dane z 30 czerwca 2004:
| Opis                              | Ogółem | Ogółem | Kobiety | Kobiety | Mężczyźni | Mężczyźni |
| --------------------------------- | ------ | ------ | ------- | ------- | --------- | --------- |
| jednostka                         | osób   | %      | osób    | %       | osób      | %         |
| populacja                         | 5491   | 100    | 2788    | 50,8    | 2703      | 49,2      |
| gęstość zaludnienia (mieszk./km²) | 48,9   | 48,9   | 24,9    | 24,9    | 24,1      | 24,1      |

## Sąsiednie gminy
Gardeja, Gniew, Grudziądz, Kwidzyn, Kwidzyn, Nowe, Rogóźno